# Estudio de la Torá

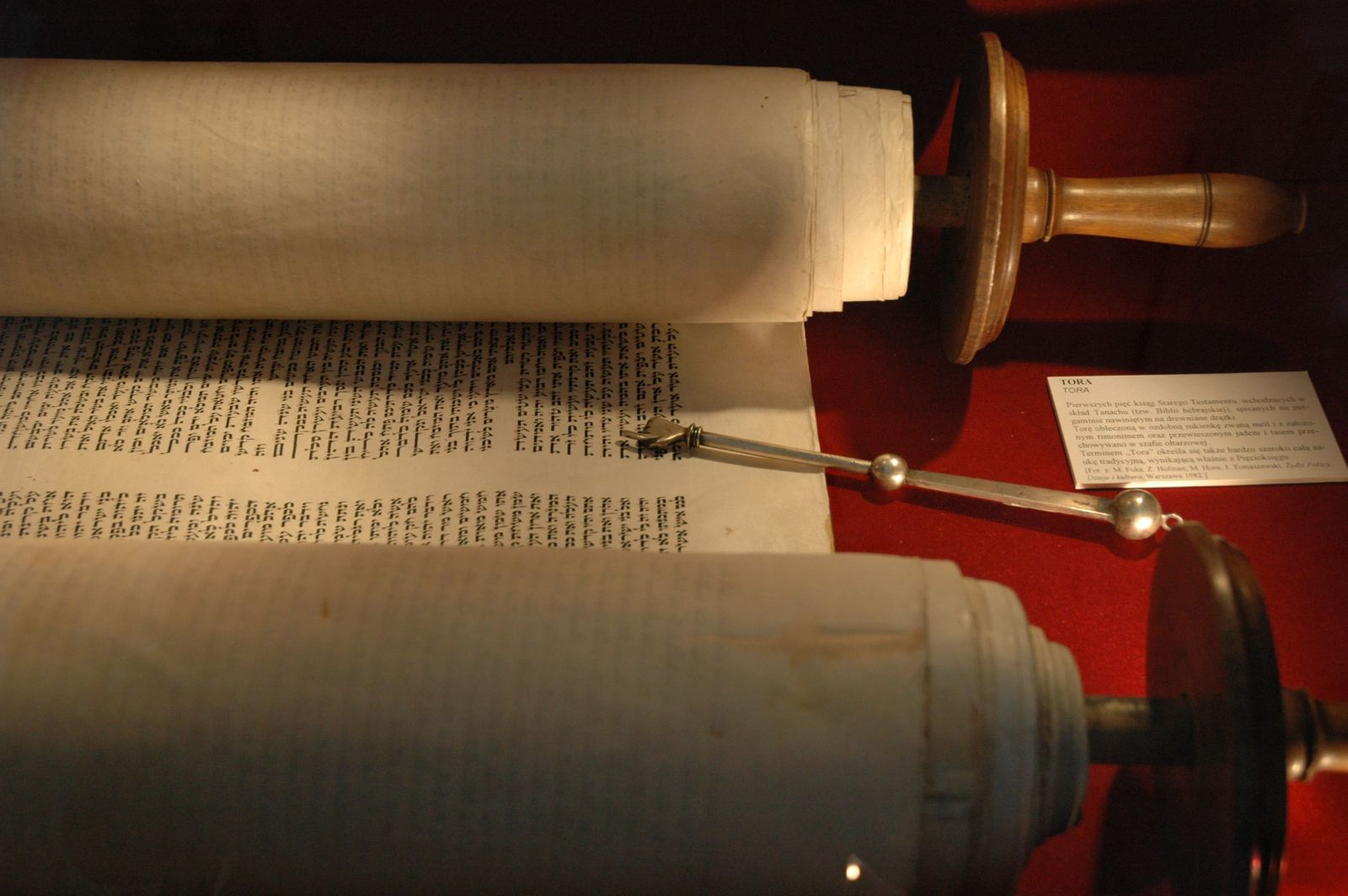
Rollos de la Torá.

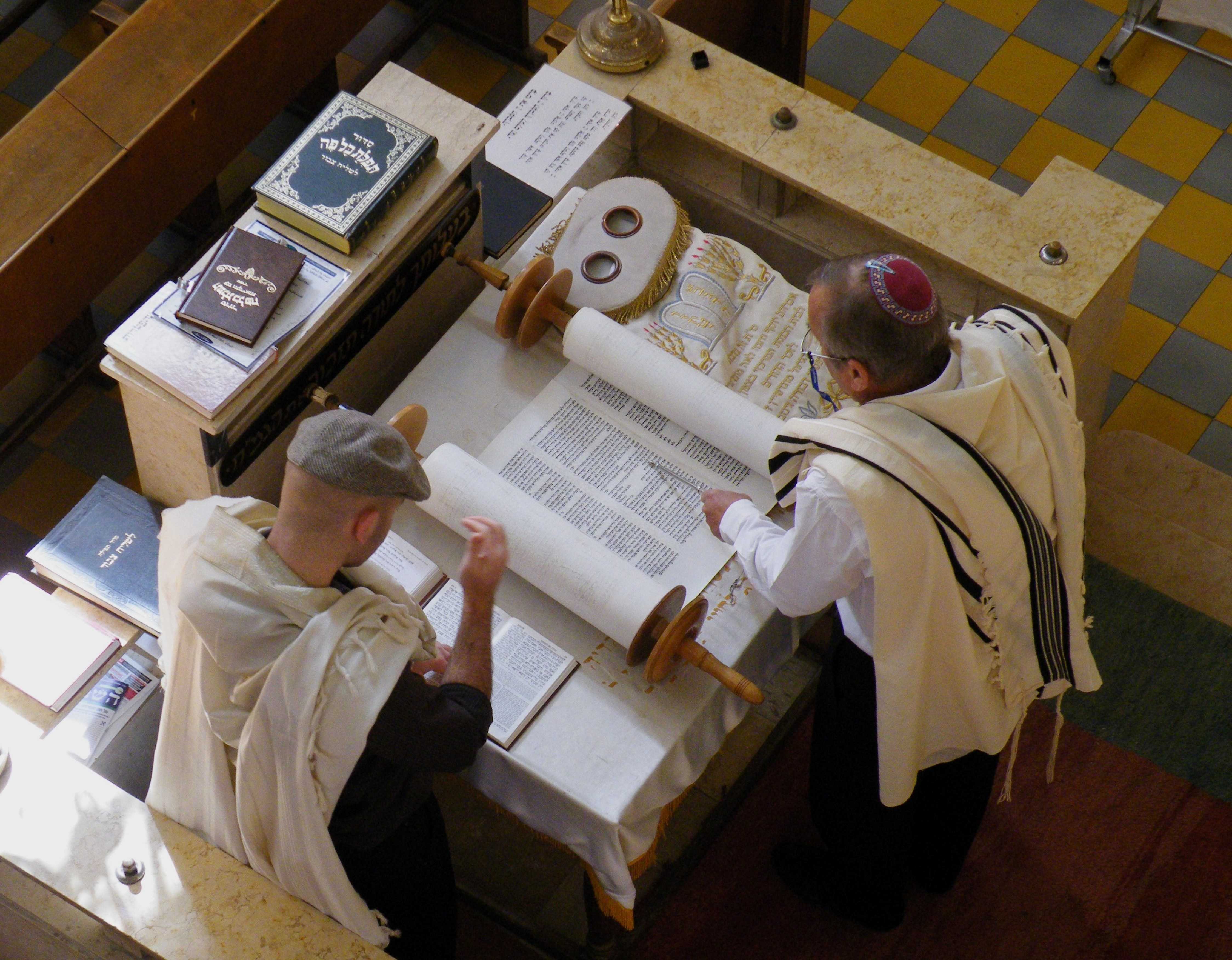
Leyendo la Torá.

El estudio de la Torá es el estudio del Pentateuco, los cinco primeros capítulos de la Biblia hebrea, el Talmud babilónico, la responsa y la literatura rabínica. El estudio de la santa Torá se lleva a cabo en varios lugares como la casa de estudio o Bet midrash y la yeshivá en el caso de los varones, en la midrasha en el caso de las mujeres, y en el Jéder y el Talmud Torá en el caso de los niños.

## Mandamiento de estudiar la santa Torá
El estudioso de la Torá debe estudiar los textos sagrados del judaísmo rabínico. Según la opinión de los sabios jajamim, este estudio debería llevarse a cabo idealmente con el propósito de cumplir con el mandamiento de estudiar la santa Torá. Esta práctica se debe llevar a cabo en todas las ramas del judaísmo y se considera una tarea muy importante entre los judíos religiosos y observantes. El estudio de la ley judía se ha desarrollado durante generaciones. Actualmente se siguen redactando nuevos textos, en línea con los cambios en el estilo de vida del pueblo judío. La obligación de estudiar la Torá estaba entre los 613 preceptos (mitzvot) de la Santa Biblia. Dicha creencia está basada en el versículo bíblico de Deuteronomio 6:7, que dice lo siguiente: 
"Y estas palabras que yo te mando hoy, estarán sobre tu corazón y las repetirás a tus hijos, y hablarás de ellas estando en tu casa, y andando por el camino, y al acostarte, y cuando te levantes".
Aunque la palabra "Torá" se refiere específicamente a los cinco libros de Moshé Rabeinu, en el judaísmo ortodoxo también se refiere a todo el Tanaj (la Biblia hebrea), al Jumash con los comentarios de Rashi, al Mishné Torá de Maimónides, al Talmud de Babilonia, al Shulján Aruj del Rabino Joseph Caro, la responsa rabínica, los escritos de los rebes jasídicos, las obras cabalísticas y la literatura del Musar.

## Visión tradicional judía sobre el estudio de la Torá
En la literatura rabínica el objetivo más elevado de todos los yehudim es estudiar la Torá. Las mujeres están exentas de la necesidad de emprender el estudio de la santa Torá. La literatura rabínica enseña que el deseo de aprender y la sed de conocimiento sirven para expandir el estudio del texto sagrado del Tanaj y el Talmud. Según muchos historiadores, esta visión se trasladó al conjunto de la sociedad judía, tanto a la población religiosa como a la población no religiosa, desde tiempos inmemoriales hasta la actualidad.